# Jean-Loup Puget
Jean-Loup Puget (7 de marzo de 1947)  es un astrofísico francés que junto con Alain Léger elaboró la hipótesis de que la serie de bandas infrarrojas observadas en muchos objetos astrofísicos son debido a las emisiones de hidrocarburos aromáticos policíclicos.
Actualmente es investigador principal del módulo HFI de la misión Planck y miembro de la Academia de Ciencias Francesa desde 2002.